# المرابيش

تعديل مصدري - تعديل

المرابيش هي إحدى قرى عزلة جعار بمديرية خنفر التابعة لمحافظة أبين، بلغ تعداد سكانها 269 نسمة حسب تعداد اليمن لعام 2004.